# 刘信 (汝阴侯)
刘信（?—?），荊州南陽郡蔡陽县（今湖北省棗陽市）人，东汉宗室、政治人物。曾祖父劉利，父刘显，叔父劉賜，更始帝劉玄从侄，漢光武帝劉秀的族侄。

## 生平

### 早年
喝醉的的釜侯亭長大骂劉玄之父劉子張，劉子張怒殺亭長。十余年後，亭長之子復仇，殺害劉玄之弟劉騫。刘显復仇殺亭長之子，刘显被捕处死。劉信和叔叔劉賜尽散家財雇刺客復仇，将亭長连同妻儿四人烧死。而後，劉信、劉賜亡命，遇赦而还。

### 起事
地皇三年（22年），劉縯在南陽郡舂陵反新起事，劉信、劉賜从軍，一起攻撃南陽郡湖陽。

### 更始政权
更始元年（23年）二月，更始帝劉玄即位，同年秋，大司徒劉賜討伐汝南郡劉望、严尤、陳茂。劉賜軍事能力不足，汝南討伐陷入苦战，更始帝派奮威大将軍劉信讨平劉望，劉望、严尤、陈茂都被斩杀。更始二年（24年）二月，更始帝遷都長安，劉信封汝陰王，被派遣平定江南，駐屯豫章郡。

### 光武政权
光武帝劉秀即位后，劉信勢力低迷，被桂陽太守張隆撃破。劉信到洛陽降伏光武帝，被封为汝陰侯。汉明帝永平十三年（70年），楚王刘英反乱，劉信（或者他的后裔）被牵连。与刘英有关的人不是处死就是流放，汝陰侯家族情况不明。但是汝陰侯的爵位被削除。